# 2022 год в спорте
Список 2022 год в спорте описывает спортивные события 2022 года.

## События

### Январь
- 26 декабря — 5 января — чемпионат мира по хоккею среди молодёжных команд (, Эдмонтон, Ред-Дир) Отменен.
- 1—9 января — Кубок ATP ( Сидней; Австралия).
- 7—9 января — чемпионат Европы по конькобежному спорту ( Херенвен; Нидерланды)[1].
- 9 января—6 февраля — Кубок африканских наций ( Яунде, Дуала, Гаруа, Бафусам и Лимбе, Камерун).
- 10—16 января — чемпионат Европы по фигурному катанию ( Таллин, Эстония)[2].
- 13—30 января — чемпионат Европы по гандболу среди мужчин ( Будапешт, Дебрецен и Сегед, Венгрия;  Братислава и Кошице, Словакия).
- 17—30 января — Открытый чемпионат Австралии по теннису (, Мельбурн, Австралия)
- 18—31 января — чемпионат Азии по гандболу ( Эд-Даммам и Эль-Катиф, Саудовская Аравия).
- 19 января—6 февраля — чемпионат Европы по мини-футболу ( Амстердам и Гронинген, Нидерланды).
- 20—30 января — Чемпионат Азии по боксу среди молодёжи до 22 лет 2022 ( Ташкент Узбекистан))[3][4].
- 20 января—6 февраля — Кубок Азии по футболу среди женщин ( Мумбаи, Нави-Мумбаи и Пуна, Индия).

### Февраль
- 4—20 февраля — XXIV зимние Олимпийские игры ( Пекин, Китай).

### Март
- 2—14 марта — Чемпионат Азии по боксу среди молодёжи и юниоров 2022[англ.] ( Амман Иордания).
- 3 — 6 марта — чемпионат мира по конькобежному спорту в классическом многоборье и спринтерском многоборье ( Хамар; Норвегия)[1].
- 4—13 марта — XXXIII зимние Паралимпийские игры ( Пекин, Китай).
- 13—24 марта — Чемпионат Европы по боксу среди молодёжи до 22 лет 2022[англ.] ( Пореч Хорватия).
- 21—27 марта — чемпионат мира по фигурному катанию ( Монпелье, Франция).

### Май
- 6—29 мая — Джиро д’Италия ( Италия,  Венгрия,  Словения)
- 8—20 мая — Чемпионат мира по боксу среди женщин 2022 ( Стамбул Турция).
- 13—29 мая — чемпионат мира по хоккею с шайбой ( Хельсинки и Тампере, Финляндия)[5].
- 22 мая — 5 июня — Открытый чемпионат Франции по теннису ( Париж, Франция)
- 23—30 мая — 44-й чемпионат Европы по боксу ( Ереван, Армения)[6].

### Июнь
- 15 — 19 июня — чемпионате Европы по художественной гимнастике[англ.] ( Тель-Авив, Израиль)
- 17 июня — 3 июля — чемпионат мира по водным вида спорта ( Будапешт, Венгрия)
- 21 июня — 25 июня чемпионат Азии по международным шашкам, по шашкам-64 и по турецким шашкам ( Ташкент, Узбекистан)
- 25 июня — 6 июля — Средиземноморские игры ( Оран, Алжир)
- 27 июня — 10 июля — Уимблдонский турнир ( Лондон, Великобритания)

### Июль
- 7—17 июля — Всемирные игры ( Бирмингем, США).
- 15—24 июля — Чемпионат мира по лёгкой атлетике ( Юджин, США).
- 6—31 июля — Чемпионат Европы по футболу среди женщин (Англия).
- 28 июля — 8 августа — Игры Содружества ( Бирмингем, Англия)[7].

### Август
- 11—21 августа — чемпионат Европы по летним видам спорта ( Мюнхен, Германия).
- 11—21 августа — чемпионат Европы по водным видам спорта[англ.] ( Рим, Италия).
- 15—21 августа — чемпионат Европы по лёгкой атлетике ( Мюнхен, Германия)[8]
- 25 августа — 1 сентября Командный чемпионат мира по русским шашкам ( Кранево, Болгария)
- 26 августа—11 сентября — чемпионат мира по волейболу среди мужчин ( Польша,  Словения).
- 29 августа — 10 сентября — чемпионат Европы по водному поло среди мужчин ( Сплит, Хорватия).
- 29 августа — 11 сентября — Открытый чемпионат США по теннису ( Нью-Йорк, США).

### Сентябрь
- 1—18 сентября — чемпионат Европы по баскетболу 2022
- 10—25 сентября — Летние Азиатские игры 2022 ( Ханчжоу, Китай) — перенесены на 2023 год.
- 10—18 сентября — чемпионат мира по борьбе (Белград, Сербия)
- 15 сентября — бывшая первая ракетка мира по теннису швейцарец Роджер Федерер объявил о завершении карьеры.
- 18—25 сентября — чемпионат мира по шоссейному велоспорту (Новый Южный Уэльс, Австралия).
- 23 сентября — 15 октября — чемпионат мира по волейболу среди женщин.
- 30 сентября — 9 октября — командный чемпионат мира по настольному теннису.

### Октябрь
- 11 октября — 20 октября чемпионат мира по шашкам-64 среди мужчин и среди женщин( Кобулети, Грузия)
- 16 октября — 13 ноября — Международный чемпионат по крикету Twenty20 (Австралия).
- 22 октября — 9 ноября — IV Летние юношеские Олимпийские игры ( Дакар, Сенегал)[9] — перенесены на 2026 год.
- 30 октября—13 ноября — 32-й Чемпионат Азии по боксу 2022 ( Амман, Иордания)[10].

### Ноябрь
- 4—20 ноября — Чемпионат Европы по гандболу среди женщин.
- 21 ноября—18 декабря — 22-й чемпионат мира по футболу ( Доха, Катар)[11].

### Декабрь
- 2—4 декабря — Чемпионат четырёх континентов по конькобежному спорту ( Квебек; Канада)
- 26 декабря 2022 — 5 января 2023 — чемпионат мира по хоккею с шайбой среди молодёжных команд
- 29 декабря 2022 — смерть Пеле